# Harald
A Harald északi germán eredetű férfinév, jelentése: hadsereg + uralkodó, tevékeny.

## Rokon nevek
- Herold:[1] a Harald német alakváltozata.[3]

## Gyakorisága
Az 1990-es években a Harald és a Herold szórványos név, a 2000-es években nem szerepelnek a 100 leggyakoribb férfinév között.

## Névnapok
Harald, Herold
- október 24.[2]

## Híres Haraldok, Heroldok
- I. Harald norvég király
- I. Harald dán király
- II. Harald norvég király
- Harold Lloyd, amerikai színész